# Abrolophus zelandicus
Abrolophus zelandicus är en spindeldjursart som beskrevs av Malcolm Luxton 1989. Abrolophus zelandicus ingår i släktet Abrolophus och familjen Erythraeidae. Inga underarter finns listade i Catalogue of Life.